# RPG-6
A RPG-6 (em russo:  Ruchnaya Protivotankovaya Granata, "Granada Antitanque Portátil") foi uma granada de mão antitanque da era soviética usada durante o final da Segunda Guerra Mundial e início do período da Guerra Fria. Foi substituída pela granada antitanque RKG-3.

## História
A RPG-6 foi projetada como substituta da RPG-43 após a Batalha de Kursk.
Ela passou por testes em setembro de 1943 e foi aceita em serviço em outubro de 1943. As primeiras granadas RPG-6 foram usadas contra as tropas do Eixo na última semana de outubro de 1943.
A arma foi um sucesso e entrou em produção em massa no final de 1943. Durante a guerra, granadas RPG-6 foram usadas junta com a RPG-43.
Na URSS, algumas granadas foram mantidas armazenadas mesmo após o fim da Segunda Guerra Mundial.

## Projeto
Ela operava com base no princípio do efeito Munroe de carga moldada, no qual uma carga explosiva em forma de cone revestida de metal geraria um jato concentrado de metal quente que poderia penetrar na placa de blindagem.
Era um invólucro cônico contendo uma carga moldada e contendo 562 gramas de trinitrotolueno (TNT), equipado com um fusível de percussão e quatro fitas de tecido para proporcionar estabilidade em vôo após o lançamento. Poderia penetrar aproximadamente 100 milímetros de blindagem. A RPG-6 tinha raio de fragmentação de 20 metros do ponto de detonação e mostrou-se útil contra infantaria e tanques.
A RPG-43 tinha uma grande ogiva, mas foi projetada para detonar em contato com a blindagem de um tanque; mais tarde foi descoberto que o desempenho ideal era obtido com uma ogiva antitanque de alto explosivo (HEAT) se ela explodisse a uma curta distância da armadura, aproximadamente a mesma distância do diâmetro da arma. Na RPG-6, isso foi conseguido adicionando uma seção de nariz pontiaguda e oca com um fusível de impacto, de modo que, quando a arma detonasse, a ogiva estivesse a uma distância ideal da armadura.